# واولکس وروکورت
واولکس وروکورت (به فرانسوی: Vaulx-Vraucourt) یک کمون در فرانسه است که در پا-دو-کاله واقع شده‌است.

## خصوصیات
واولکس وروکورت ۱۴٫۱۱ کیلومترمربع مساحت و ۱٬۰۷۲ نفر جمعیت دارد و ۱۱۲ متر بالاتر از سطح دریا واقع شده‌است.